# Iwan Le
Iwan Leontijowytsch Le (Geburtsname ukrainisch Іван Леонтійович Мойся/ Iwan Leontijowytsch Moisja; * 10. Märzjul. / 22. März 1895greg. in Moisenzi, Gouvernement Poltawa, Russisches Kaiserreich; † 9. Oktober 1978 in Kiew, Ukrainische SSR) war ein ukrainisch-sowjetischer Schriftsteller.

## Leben
Iwan Leontijowytsch Moisja kam in einer Familie von landlosen Bauern im heute im Krementschuker Stausee versunkenen Dorf Moisenzi (Мойсенці) zur Welt.
Er nahm 1917 in Sankt Petersburg an der Oktoberrevolution teil. Lee war zwischen 1924 und 1926 Mitglied der Kiewer literarischen Organisationen „Oktober“ und ab 1927 der „All-Ukrainischen Union proletarischen Schriftsteller“.
1923 begann er ein Studium zum Ingenieur an der Fakultät für Eisenbahnbau am Kiewer Polytechnischen Institut (KPI). Dort gründete er die „Gruppe junger Autoren der KPI“ und die Zeitschrift „Kyiv Polytechnic Institute“, deren Chefredakteur und Herausgeber er war.
1925 veröffentlichte er in der Zeitung „Bolschewik“ seine erste Geschichte, was, nach seinen eigenen Worten, der Beginn seiner beruflichen literarischen Karriere war. Als Schriftsteller war Lee ein Vertreter des sozialistischen Realismus. 1967 erhielt er mit dem Taras-Schewtschenko-Preis den Staatspreis der Ukrainischen SSR.
Iwn Le starb 1978 83-jährig in Kiew und wurde auf dem Baikowe-Friedhof bestattet.

## Ehrungen
Le erhielt zahlreiche Auszeichnungen und Ehrungen. Darunter:
- 1967 Taras-Schewtschenko-Preis für seinen dreibändigen Roman „Chmelnyzkyj“[4]
- Leninorden[1]
- 1943 Rotbannerorden[1]
- 1939 Orden des Roten Banners der Arbeit[1]
- Orden des Vaterländischen Krieges 1. und 2. Klasse[1]
- Orden des Roten Sterns[1]